# Mark Christiansen
Mark Christiansen (Sæby, 21 de octubre de 1963) es un deportista danés que compitió en bádminton, en la modalidad de dobles.
Ganó una medalla de bronce en el Campeonato Mundial de Bádminton de 1985 y una medalla de bronce en el Campeonato Europeo de Bádminton de 1986.

## Palmarés internacional
| Campeonato Mundial | Campeonato Mundial | Campeonato Mundial | Campeonato Mundial |
| Año                | Lugar              | Medalla            | Prueba             |
| ------------------ | ------------------ | ------------------ | ------------------ |
| 1985               | Calgary (Canadá)   | Medalla de bronce  | Dobles             |
| Campeonato Europeo |                    |                    |                    |
| Año                | Lugar              | Medalla            | Prueba             |
| 1986               | Uppsala (Suecia)   | Medalla de bronce  | Dobles             |